# Paracromastigum tristanianum
Paracromastigum tristanianum là một loài rêu tản trong họ Lepidoziaceae. Loài này được (R.M. Schust.) J.J. Engel & R.M. Schust. miêu tả khoa học lần đầu tiên năm 1974.